# Thuso Phala
Thuso Phala, né le 27 mai 1986 à Soweto, est un footballeur international sud-africain. Il évolue au poste de milieu avec le club de Supersport United FC et l'équipe d'Afrique du Sud. 

## Biographie

### Carrière en équipe nationale
Thuso Phala est convoqué pour la première fois par le sélectionneur national Gordon Igesund pour un match amical face à la Zambie le 14 novembre 2012. Il entre en jeu à la place de Sifiso Myeni à la 52e minute de jeu.
Il participe à la Coupe d'Afrique des nations 2013 avec l'équipe d'Afrique du Sud. Son équipe atteint les quarts de finale de la compétition.
Il compte 21 sélections et 2 buts avec l'équipe d'Afrique du Sud depuis 2012.

## Statistiques détaillées

### En club
| Saison                | Club                  | Championnat           | Championnat | Championnat | Coupe(s) nationale(s) | Coupe(s) nationale(s) | Afrique du Sud | Afrique du Sud | Total | Total |
| Saison                | Club                  | Division              | M.          | B.          | M.                    | B.                    | M.             | B.             | M.    | B.    |
| 2006 - 2007           | Silver Stars          | ABSA Premiership      | 17          | 0           | -                     | -                     | -              | -              | 17    | 0     |
| Sous-total            | Sous-total            | Sous-total            | 17          | 0           | -                     | -                     | -              | -              | 17    | 0     |
| 2007 - 2008           | Kaizer Chiefs         | ABSA Premiership      | 21          | 1           | -                     | -                     | -              | -              | 21    | 1     |
| 2008 - 2009           | Kaizer Chiefs         | ABSA Premiership      | 11          | 0           | -                     | -                     | -              | -              | 11    | 0     |
| Sous-total            | Sous-total            | Sous-total            | 32          | 1           | -                     | -                     | -              | -              | 32    | 1     |
| 2008 - 2009           | Mamelodi Sundowns     | ABSA Premiership      | 3           | 0           | -                     | -                     | -              | -              | 3     | 0     |
| 2009 - 2010           | Mamelodi Sundowns     | ABSA Premiership      | 2           | 0           | -                     | -                     | -              | -              | 2     | 0     |
| Sous-total            | Sous-total            | Sous-total            | 5           | 0           | -                     | -                     | -              | -              | 5     | 0     |
| 2010 - 2011           | Platinum Stars        | ABSA Premiership      | 28          | 4           | -                     | -                     | -              | -              | 28    | 4     |
| 2011 - 2012           | Platinum Stars        | ABSA Premiership      | 27          | 2           | 3                     | 1                     | -              | -              | 30    | 3     |
| 2012 - 2013           | Platinum Stars        | ABSA Premiership      | 13          | 3           | 1                     | 1                     | 8              | 0              | 22    | 4     |
| Sous-total            | Sous-total            | Sous-total            | 68          | 9           | 4                     | 2                     | 8              | 0              | 80    | 11    |
| Total sur la carrière | Total sur la carrière | Total sur la carrière | 122         | 10          | 4                     | 2                     | 8              | 0              | 134   | 12    |

## Palmarès

### Club
- Coupe d'Afrique du Sud : 2016 et 2017